# Svineheld
|  | Denne artikel er oprettet af botten PalnaBot ud fra en ekstern database. Den kan derfor have sproglige fejl eller mangler. Denne skabelon kan fjernes efter kontrol af indholdet. |

Svineheld er en oplysningsfilm fra 1952 instrueret af Svend Aage Lorentz efter manuskript af Svend Aage Lorentz.

## Handling
Instruktionsfilm fremstillet i samarbejde med Landbrugets Filmudvalg, der behandler fodring af søer, pattegrise og slagtesvin og viser, hvilke foderblandinger der er de bedste for dyrenes trivsel og samtidig de mest økonomiske.